# 鳥取県道203号法万大栄線
鳥取県道203号法万大栄線（とっとりけんどう203ごう ほうまんだいえいせん）は、鳥取県東伯郡琴浦町から東伯郡北栄町に至る一般県道である。

## 概要
東伯郡琴浦町大字法万から東伯郡北栄町下種に至る。

### 路線データ
- 起点：東伯郡琴浦町大字法万（鳥取県道44号東伯野添線交点）
- 終点：東伯郡北栄町下種（鳥取県道297号上大立大栄線交点）
- 総延長：約5.4 km

## 地理

### 通過する自治体
- 鳥取県
  - 東伯郡琴浦町 - 東伯郡北栄町

### 交差する道路
| 交差する道路                             | 市町村名 | 市町村名 | 交差する場所 | 交差する場所 |
| ---------------------------------------- | -------- | -------- | ------------ | ------------ |
| 鳥取県道44号東伯野添線                   | 東伯郡   | 琴浦町   | 大字法万     | 起点         |
| 鳥取県道238号古長杉下線                  | 東伯郡   | 琴浦町   | 大字法万     |              |
| 鳥取県道50号東伯関金線 中部広域農道 重複 | 東伯郡   | 北栄町   | 上種         |              |
| 鳥取県道297号上大立大栄線                | 東伯郡   | 北栄町   | 下種         | 終点         |

### 沿線
- 西高尾ダム